# Protomicroplitis nephele
Protomicroplitis nephele är en stekelart som beskrevs av Nixon 1965. Protomicroplitis nephele ingår i släktet Protomicroplitis och familjen bracksteklar. Inga underarter finns listade i Catalogue of Life.